# Arion hortensis
Loche noire, Limace des jardins
Espèce
La Loche noire (Arion hortensis), ou Limace des jardins, est une espèce de mollusques gastéropodes de la famille des Arionidae.
Il ne doit pas être confondu avec Arion ater, une autre espèce également appelée « Loche noire ».

## Dénominations
- Nom scientifique valide : Arion hortensis  Ferussac, 1819[1],
- Nom normalisé : Loche noire, depuis 2010[2],
- Autres noms vulgaires (vulgarisation scientifique) : Arion des jardins, Limace des jardins[3],[4], Limace horticole[5], Limace noire, Petite limace noire horticole[6].

## Description
Longue de 3 à 4,5 cm, la limace des jardins est un animal allongé, cylindrique (en forme de cylindre), à peine atténué en arrière ; dos gris bleuâtre, marron foncé ou noir avec des graines qui ressemblent à de la semoule sur certaines espèces, quelquefois verdâtre, parsemé de points obscurs jaunâtres, et orné, de chaque côté, d’une bande noire surmontée d’une bande grise ; rides dorsales allongées, bien marquées ; bouclier oblong, petit élargi en arrière, très finement granuleux ; pied jaune vif avec les bords jaunes ou orangés, sans trace de linéoles noirâtres ; mucus jaune.

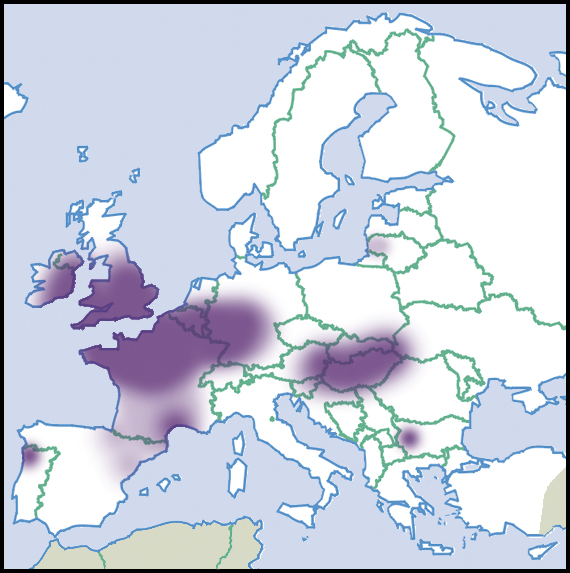
Carte de l'aire de répartition dArion hortensis.

## Habitat
On la trouve sous les pierres, les feuilles mortes ; au pied des murailles ; aussi dans des chaussons abandonnés ; toute l’année, mais surtout de juin à septembre. Commune à très commune, presque partout.

## Source
Louis Germain (1913). Mollusques de la France et des régions voisines, tome deuxième, Gastéropodes pulmonés et prosobranches terrestres et fluviatiles. Octave Doin et fils, éditeurs (Paris).